# 何寬
何寬（1514年—1586年），字汝肅，號宜山，浙江台州府臨海縣柵浦人，明朝政治人物。

## 生平
母孕时，邻人有梦赤日堕其所居凤凰山者，适生，幼聪韵绝伦，为诸生，博综书史，尤究心于真。西山丘琼山《大学术义》曰经世之道尽在此矣。嘉靖十九年（1540年）庚子科浙江鄉試第二十三名舉人，二十九年（1550年）庚戌科二甲第三十九名進士。授南京刑部主事，升浙江司員外郎、廣東司郎中，出為成都府知府，治績卓著。
嘉靖四十一年（1562年）吏部考核第一，升湖廣按察司副使，調廣西按察司副使，升河南布政使司參政、湖廣按察使，丁母憂，服闋，起復原職。
隆慶三年（1569年）十月任都察院右僉都御史、巡撫福建，五年（1571年）七月升大理寺卿。有武弁以他事系狱，奉调将兵赴边，何寬即为竟其事遣行，拂直指意，遂参奏右都督戚繼光，并及何寬，奉旨候勘。萬曆元年（1573年）直指以内计谪去，吏部尚书楊博覆道：挟诬者既被斥，受诬者复何罪。事得白，改都察院右副都御史、提督操江，整頓长江防务。时承平日久，江务废弛，芜湖库藏被劫，何寬蒞任，严汛防，添荻港水师，增置哨船，分布关隘，奏请筑芜湖城，缉捕亡盗六十馀人，枭于市，境内肃清。
萬曆三年（1575年）十月升工部左侍郎，提督京通倉廒，治理淮河。时徐淮二门圮决，议疏草湾以挽全淮，筑高家堰、宝应等堤，委修乾清宮告成暨河桥竣功，两赐金绮，晋南京刑部尚书，屡疏乞休，温旨慰留，八年（1580年）九月改南京吏部尚书。遇内计，首辅張居正属有所黜，何寬以其人系海内名望，不惬意，南京江西道监察御史李士達参论原任刑部郎中邵城等受贿鬻法，株引何寬，遂乞罢。居里五載，优游书史，如同寒素。桑梓有大利害，不靳力为，如陈云伏阙，奏减盐税，下户部，得允所请。疏稿更自公手，至今商受其利。十四年（1586年）十月卒，享年七十三歲，賜祭葬。

## 著作
著有《宜山集》十八卷。

## 家族
曾祖何允直；祖父何侃；父何從良，典史。母汪氏。慈侍下。兄何寵（潮州府知府），弟何寀（生員）。